# Campestre (Minas Gerais)
Pour les articles homonymes, voir Campestre.
Campestre est une municipalité de l'état du Minas Gerais au Brésil, située au nord de São Paulo.
La population était de 21 340 habitants en 2013.